# Edmund Wächter
Edmund Wächter (* 15. März 1954 in München) ist ein deutscher Flötist, Autor, Herausgeber und Dozent an der Universität München.

## Leben
Wächter lernte zunächst autodidaktisch das Saxophonspiel. Von 1976 bis 1982 studierte er Flöte an der Hochschule für Musik und Theater München. Außerdem besuchte er Meisterkurse bei Peter-Lukas Graf und Aurèle Nicolet.
Zusammen mit seiner Frau, der Flötistin Elisabeth Weinzierl, bildet Edmund Wächter das „Münchner Flötenduo“. Das Ensemble hat sich durch zahlreiche Konzerte und Kurse in vielen Ländern Europas und den USA sowie durch Aufnahmen für verschiedene Rundfunkanstalten und CDs einen Namen gemacht. Zahlreiche Kompositionen, von Peter Kiesewetter, Roland Leistner-Mayer, Dieter Acker, Nikolaus Brass, Robert Delanoff und Lukáš Matoušek, sind dem Duo zugedacht und wurden von ihm uraufgeführt. Aufnahmen sind erschienen bei MusiContact, Ambitus, Melisma, Oehms classics, Cavalli, Aulos und Audite.
Als Autor und Herausgeber von Flötenliteratur ist Edmund Wächter für renommierte Verlage wie Ricordi, Bärenreiter, Schott, Zimmermann, Ries & Erler und Amadeus tätig. Weite Verbreitung finden seine Unterrichtswerke, die auch in mehrere Sprachen übersetzt sind („Flöte spielen“, „Lern Querflöte spielen“, „Lern Querflöte spielen in der Gruppe“, „Querflöten-Workshop“). Mit seiner Frau hat er mehr als 30 CDs veröffentlicht und über 300 Kompositionen für verschiedene Rundfunkanstalten eingespielt.
Am Lehrstuhl für Musikpädagogik der Ludwig-Maximilians-Universität München unterrichtete Edmund Wächter als Dozent seit 1987 Flöte und leitete Meisterkurse und flötenpädagogische Fortbildungsveranstaltungen. Edmund Wächter ist Vorstandsmitglied des Verbandes Münchener Tonkünstler sowie Präsidiumsmitglied des Deutschen Tonkünstlerverbands e. V. und Vorstandsmitglied der Deutschen Gesellschaft für Flöte e. V.

## Diskografie (Auswahl)
- Musik in Sanssouci – Sonaten für zwei Flöten und Cembalo, mit Elisabeth Weinzierl und Eva Schieferstein, christophorus 1988.
- Münchner Flötenensemble: Mozart: Serenade Nr. 13, Bach: Overture (Suite) Nr. 3, Mendelssohn: Sinfonia Nr. 12, Oehms Classics, OC529, 2005
- Mozart-Miniaturen, mit Elisabeth Weinzierl, Cavalli Records, CCD 283
- Weihnachtskonzert, Thorofon (Bella Musica), 2009
- Wilhelmine von Bayreuth, Thorofon (Bella Musica), 2010

## Veröffentlichungen (Auswahl)
- Zur Weihnachtszeit: Musik für vier Querflöten oder andere Melodie-Instrumente.  Ricordi. München 1991, ISBN 978-3-931788-97-1.
- Edmund Wächter, Elisabeth Weinzierl: Flöte spielen. Die neue Querflötenschule. 5 Bde. Ricordi, München 2006f. (mit CD)
- Edmund Wächter, Elisabeth Weinzierl: Lern Querflöte spielen in der Gruppe. Partitur. Ricordi, München 2008.